# Матен
„Le Matin“ (в превод – „Сутрин“) е френски вестник излизал в периода 1883 – 1944 година.
Създаден е по идея на американската група Chamberlain & Co с главен редактор френският журналист Алфред Едуардс. По-късно той създава собствен вестник „Le Matin Français“, Френската сутрин, за да се обедини по-късно с „Le Matin“.
Защитава републиканските идеи и противостои на Жорж Буланже и социалистическите групи. Няколко пъти вестникът сменя собствениците, а тиражът постоянно нараства – 100 000 броя през 1900 година, 700 000 през 1910 година и повече от 1 милион през 1914 година. По време на Първата световна война „Le Matin“ е сред най-големите френски вестници. След края на войната вестникът се ориентира към националистически, антипарламентарни и антикомунистически идеи, а по време на Втората световна война заема нацистки позиции.